# Селиба (Бобруйский район)
Сели́ба (бел. Сяліба) — деревня в составе Вишневского сельсовета Бобруйского района Могилёвской области Республики Беларусь.

## Население
- 1999 год — 117 человек
- 2010 год — 113 человек